# Тірон Фернандо
‎
Тірон Фернандо (там. டிரோன் பர்னான்டோ; 8 серпня 1941, Цейлон — 26 лютого 2008, Коломбо, Шрі-Ланка) — ланкійський політичний діяч, дипломат.

## Біографія
Народився 08 серпня 1941 року. Закінчив королівський коледж в Коломбо та Оксфордський університетський коледж Кібл. Лондонська школа журналістики.
Почав кар'єру в корпорації адвокатів у Лондоні.
З 1977 по 2004 — депутат парламенту Національних Народних зборів Шрі-Ланки.
Працював заступником міністра закордонних справ.
У 1993 — міністр засобів масової інформації Шрі-Ланки.
З 2001 по 2004 — міністр закордонних справ Шрі-Ланки.
З 2004 по 2006 — губернатор Північно-Східної провінції Шрі-Ланки.
З 2007 — Надзвичайний і Повноважний Посол Шрі-Ланки у Парижі (Франція).